# Colina (film)
Colina (titlul original: în engleză The Hill) este un film dramatic americano-britanic alb-negru din 1965 regizat de Sidney Lumet, pe baza unui scenariu de Ray Rigby.
Acțiunea sa se desfășoară în timpul celui de-Al Doilea Război Mondial, în Deșertul Libian, într-o închisoare a armatei britanice. În film se confruntă brutalitatea personalului cu eforturile deținuților de a supraviețui și cu încercările unora dintre ei de a-și păstra demnitatea. Totodată, filmul reflectă diverse trăsături de personalitate în rândul deținuților și al personalului: lașitate, nepăsare, sete de putere, sadism, umanitate, demnitate, curaj. Apar și raporturile care se creează între oameni într-un asemenea cadru: lupta pentru putere, dominația psihică asupra mulțimii, autoritatea morală impusă firesc etc.
Rolurile principale sunt interpretate de Sean Connery, Harry Andrews, Ossie Davis și Ian Hendry.
Filmul a fost distins cu câteva premii, printre care cel pentru scenariu, la Festivalul de la Cannes.

## Acțiunea filmului
Pe fondul genericului se vede o colină artificială făcută din nisip, pe care urcă cu greu un militar, ducând pe umăr un sac. Ajuns în vârf, golește sacul de nisipul din el. Între timp, pe terenul întins al închisorii, mai multe grupuri de militari fac exerciții fizice sub comanda altor militari. Când militarul de pe colină pornește să coboare, își pierde cunoștința și cade. Câțiva militari vin în fugă să-l ia. Un subofițer din personalul închisorii, sergentul major Wilson, le ordonă să-l ducă la infirmerie. Alți militari urcă la rândul lor cu saci de nisip pe care îi golesc în vârful colinei.
La infirmerie, în timp ce căpitanul medic militar îl examinează pe pacient, Wilson îl anunță că va sosi un nou grup de condamnați, printre care un sergent major, Roberts, despre care a auzit și medicul. Wilson dorește ca medicul să-l găsească apt pentru detenție și pedepse.
Wilson ia primul contact cu un subofițer nou în personalul închisorii, sergentul Williams, fost gardian de închisoare civilă în Anglia, care spune că a vrut să devină gardian militar. Wilson îi spune că de fapt el conduce închisoarea. Tot ce se întâmplă trebuie să i se raporteze lui. Maiorul comandant al închisorii doar semnează hârtii.
Doi militari care și-au ispășit condamnarea sunt eliberați și ies pe poarta exterioară a închisorii, iar cei cinci noi deținuți intră.
Cei cinci nou veniți sunt luați în primire de Wilson și Williams. Wilson ia cunoștință de motivele condamnării lor. Soldatul King, un negru din Indiile Occidentale, a furat trei sticle de whisky din cantina subofițerilor. Soldatul Bartlett a furat cauciucuri de camioane ale armatei și le-a vândut unor civili. A mai fost condamnat de mai multe ori și nu a participat la nicio luptă. Soldatul McGrath, un scoțian, s-a bătut cu polițiști militari. Soldatul Stevens a încercat să plece acasă, la soția lui. Sergentul major Roberts a refuzat să execute un ordin al superiorului său, și l-a bătut pe acesta.
„Tratarea” noilor deținuți începe cu jigniri la adresa lor. Wilson îi face remarci rasiste lui King, iar Williams îl face laș pe Roberts și de sex nedeterminat pe Stevens.
După un examen medical foarte sumar, cei cinci îi sunt dați în primire de Wilson lui Williams, cu ordinul să-i facă să urce colina de șase ori, în pas alergător, cu tot echipamentul, în afară de Roberts, care trebuie să continue timp de jumătate de oră. Când acesta cade și se rostogolește la picioarele lui Williams, Wilson îi ordonă acestuia să-l lase să se odihnească.
Ceilalți sunt duși într-o celulă, apoi trimiși să-și ia rația de prânz. Williams îl duce și pe Roberts în aceeași celulă, unde îl închide, deci îl lipsește de mâncare. Ceilalți se întorc în celulă. Toate deplasările trebuie făcute în pas alergător, chiar dacă astfel, o parte din mâncare cade din gamele. Williams revine, îl jignește pe Roberts, acesta îi replică, la care ceilalți râd. Cu acest pretext, Williams îl ia pe Stevens, cel mai slab dintre ei, pe care îl ghicește și psihic astfel, ca să-l mai facă să urce pe colină.
Toată armata britanică din Africa știe de cazul lui Roberts. După incidentul cu superiorul, subunitatea sa a fost trimisă la luptă și masacrată. McGarth îi reproșează aceasta și se repede să-l bată. Îi desparte King.
Williams îi ia din nou să urce colina. Stevens, deja foarte obosit, leșină, și este trezit aruncându-se pe el găleți de apă.
Un alt sergent, Harris, merge la Wilson și îi raportează ce face Williams, exprimându-și părerea că Stevens nu va rezista la un asemenea tratament. Wilson nu ține seama de raportul lui, îi reproșează că este prea blând cu deținuții și, deși au în particular relații neprotocolare, îl amenință sub formă de glumă că îl trimite și pe el pe colină.
Pe colină, Bartlett nu se mai poate ridica în picioare, și i se aruncă apă în față. Și Roberts șade, dar pentru că nu vrea să se ridice. La ordinul lui Williams, vin deținuți să-l ude și pe el, dar el le aruncă nisip în față, apoi cei cinci își aruncă nisip unii peste alții sub formă de joacă, într-un acces de râsete. Vin încă doi gardieni cu bastoanele pregătite să-i lovească, și ei se ridică cu multă greutate.
Noaptea, Williams vine singur la colină să-și încerce puterile. Deși fără să ducă vreo greutate, reușește s-o urce doar de trei ori. Apoi, la cantină, Wilson și Williams se concurează la băut, până ce Williams cade de pe scaun. După ce Wilson merge la culcare, Williams se ridică, ia o sticlă de băutură, își afundă capul în rezervorul de apă, merge să-l trezească pe Wilson și îi oferă un ultim pahar.
În celulă, cei cinci s-au prăbușit seara cu rucsacurile în spate. Cei mai în putere se trezesc, și abia atunci își scot rucsacurile, scoțându-le și de pe ceilalți. Râd împreună, iar Bartlett scoate din tocul bocancului o brichetă și o țigară pe care o fumează în patru. Apoi se pregătesc pentru inspecția de a doua zi. Stevens este prea epuizat ca s-o facă, și Roberts îi freacă echipamentul de zid, ca să-l albească cu var.
A doua zi se face apelul de dimineață. Comandantul o plătește pe prostituata cu care a petrecut noaptea și vine în inspecție. Oprindu-se în dreptul lui Stevens, constată că echipamentul său este dat cu var și ordonă sancționarea lui. Stevens trebuie să văruiască zidul celulei. Harris îl escortează și îi vorbește omenește, spunându-i că trebuie să învețe să supraviețuiască.
Deținuții sunt puși să se cațere pe o frânghie și să se deplaseze agățându-se de alta pe deasupra unui șir de bolovani colțuroși. McGarth cade cu spatele pe ei, iar Bartlett nu se poate cățăra, fiind prea gras.
Între timp, Williams îl pune pe Stevens să urce colina cu masca contra gazelor pe figură.
În celulă, Stevens dă semne de boală, nu se poate ține pe picioare. Roberts îl cheamă pe Harris și îi raportează faptul. Vine Williams, care se ceartă cu Harris, pe motiv că acesta se amestecă în chestiunile celulei care îi este încredințată lui. Harris îi atrage atenția lui Wilson asupra stării lui Stevens, dar Wilson îl amenință cu transferul dacă se mai plânge de un coleg.
Medicul vine să-l consulte pe Stevens, dar Wilson spune că nu e cazul, că el știe ce are de făcut, că el comandă și că medicul l-a declarat apt pe Stevens, așa că nu mai are de ce să-l consulte.
În celulă, Stevens stă nemișcat cu fața la zid, iar Bartlett vorbește despre Williams, cum că nu știe să spună decât „Drepți!, „La stânga împrejur!” și „Pas alergător, marș!”, la care Stevens execută inconștient și automat comenzile. Bartlett continuă să-i dea comenzi și toți patru râd în hohote, până ce Stevens se prăbușește mort.
Wilson și Williams se distrează într-un local, unde vine Harris să raporteze ce s-a întâmplat.
Wilson decide că Williams trebuie să iasă nevinovat din această situație și cazul să fie mușamalizat. Îi amintește medicului că l-a examinat superficial pe Stevens la vizita medicală și că trebuie să raporteze o moarte accidentală. Medicul acceptă indicația lui Wilson.
Noaptea, în celulă, King îl întreabă pe Roberts cum a fost incidentul cu superiorul lui. Roberts îi spune că a primit ordin să atace, a pierdut jumătate din subunitate, s-a retras, dar comandantul i-a ordonat să atace din nou. De aceea, Roberts era să-l omoare în bătaie dacă nu era oprit. El a fost arestat, un alt subofițer a primit comanda, subunitatea a pornit din nou la atac și au pierit toți. Pe de o parte simte justificat ce a făcut, dar pe de alta este conștient de faptul că ordinele trebuie executate, altfel armata nu poate exista.
Dimineața, Roberts declară că va merge la raport la comandant în legătură cu Williams. Numai King este de acord cu el. McGarth încearcă să-l convingă să n-o facă, pentru a evita necazurile pe care le-ar avea, dar când se dă deșteptarea, toată închisoarea strigă numele lui Stevens, ceea ce întărește hotărârea lui Roberts.
Wilson ordonă să se deschidă celulele, toți deținuții ies în fața acestora, tot mai mulți scandează numele lui Stevens și fac zgomot lovindu-și gamelele. Și McGarth este luat de val, ba chiar și Bartlett care, după câteva secunde, încetează speriat să mai strige.
Vin gardieni cu furtunuri de stins incendii. Strigătele încetează. Wilson cere deținuților să-și pună la loc gamelele. Unul din ei și-o aruncă. Wilson îl întreabă cum îl cheamă, iar acesta răspunde „Stevens”. Wilson ordonă unui gardian să-l ducă pe deținut înapoi la morgă, pentru că a înviat, dar mai întâi să treacă peste colină. Apoi ordonă să i se aducă un regulament militar.
Un deținut întreabă cine l-a omorât pe Stevens. Wilson ordonă să fie condus la morgă, ca să constate dacă Stevens poartă urme de violență, apoi să meargă la comandant și să scrie un raport despre ce a constatat.
Cu regulamentul militar în mână, Wilson îi amenință pe toți deținuții cu colina, iar pe conducătorii protestului cu judecarea pentru răzvrătire. Spune că îl va desemna ca atare pe fiecare al cincilea deținut. După comanda „drepți”, pe care deținuții o execută, întreabă cine vrea să meargă la raport la comandant. Se prezintă numai Roberts, spunând că vrea să raporteze că Williams este răspunzător de moartea lui Stevens, și că toți cei din celula lui știu aceasta. Wilson îl întreabă pe Bartlett dacă l-a văzut pe Williams omorându-l pe Stevens. Deținutul răspunde negativ. Îl întreabă și pe McGarth dacă a asistat la vreo crimă, iar acesta răspunde tot nu. Doar King îi spune ce i-a spus și Roberts. Wilson i se adresează și lui Williams, cerându-i să răspundă acuzației, pe care acesta o neagă. Atunci Wilson îi ordonă lui Harris să-i conducă la raport la comandant pe Roberts și pe King, și să-l anunțe și pe medic să fie acolo. Harris vorbește sub formă de glume despre incompetența medicului și face aluzii la comportamentul uman al lui însuși cu deținuții. În final, Wilson anunță că va fi rație suplimentară de brânză la prânz, și deținuții reacționează cu manifestări de bucurie.
Wilson îl anunță pe Harris că îl pune sub ordinele lui Williams, motivând ironic că Harris nu caută promoții și privilegii, ceea ce de altfel este adevărat.
Williams îi spune lui Roberts că vrea să se confrunte numai ei doi într-o încăpere goală, dar mai ia și alți doi gardieni cu el fără să observe Roberts. Cei trei îl bat cu sălbăticie pe Roberts, apoi îl duc în celula lui. Williams le ordonă celor patru să se echipeze, pentru că îi va duce pe colină. Roberts refuză să meargă. Williams le ordonă lui Bartlett și McGarth să-l ducă pe sus. Roberts îi face înțeles lui Bartlett că îl lovește dacă se apropie de el, iar McGarth refuză, spunând că nu este sclav, ci soldat. Bartlett îl cheamă pe Harris, rugându-se să fie mutat în altă celulă. Acesta constată starea lui Roberts și-l trimite la infirmerie. Roberts refuză, spunând că nu vrea să rateze raportul la comandant. Harris le ordonă totuși lui King și McGarth să-l ducă la medic. Revine Williams și Bartlett îl anunță ce s-a întâmplat.
La infirmerie, în absența medicului, Harris se ocupă de Roberts, care are un picior fracturat. Vine și Williams, apoi îl cheamă pe Wilson. Acesta îi ordonă lui Roberts să se ridice și să iasă, deși Harris îi spune în ce stare este. Roberts execută ordinul cu mare greutate. Afară au o discuție despre regulamente, pe care Roberts le găsește absurde, iar Wilson îl acuză de trădare și îl amenință că va face din el un militar așa cum trebuie să fie.
Întrebat de Wilson, Williams îi dă o versiune mincinoasă a întâmplării, acuzându-l pe McGrath că s-a bătut cu Roberts. Wilson își dă seama care este adevărul, îi spune lui Williams că de acum se va ocupa el de Roberts, și îl avertizează că dacă mai bate vreun deținut, îl va nenoroci el, dacă nu o vor face deținuții.
Întrebat de Wilson, McGrath spune că a avut un diferend cu Roberts, dar că nu el este vinovat de starea acestuia. King intervine acuzându-l pe Williams. Wilson îl repede cu jigniri rasiste, la care King se revoltă dându-și jos tricoul și spunând că-și dă demisia din armată.
Harris îl conduce din nou pe Roberts la infirmerie, iar în celulă, King își sfâșie uniforma și îl acuză pe McGarth de lașitate. Cei doi sunt gata să se bată, dar vine Harris ca să-i conducă la comandant, și-i desparte.
La infirmerie, medicul îl îngrijește pe Roberts și spune că îl va trimite la spital. Roberts îi pune la îndoială curajul de a o face, știind că medicul îi este supus lui Wilson.
King merge la comandant dezbrăcat până la chiloți. Refuză să execute comanda „drepți” și face gesturi ca de maimuță, repezindu-se așa în biroul comandantului, spre stupoarea acestuia. Îi ia o țigară, se culcă pe canapeaua lui și îl tutuiește, recomandându-i marca țigării, dar nerecomandându-i serviciile din hotelul în care se află. Comandantul îi ordonă lui Harris să-l scoată pe King din birou, dar gardianul spune că nu poate, pentru că King și-a pierdut mințile. Îi mai ordonă să i-l trimită pe Wilson, dar Harris îl anunță că Wilson se ocupă de înmormântarea lui Stevens. Comandantul atunci aude pentru prima oară de moartea acestuia, iar King îi spune că Stevens a fost omorât de Williams. Acceptă în sfârșit să iasă, după ce mai ia câteva țigări de pe birou.
Roberts este dus în celulă, unde medicul îi reface pansamentul. Harris îi confirmă că Roberts a fost bătut de Williams. Medicul și subofițerul sunt de acord să depună mărturie la ancheta care va urma. Vine Williams să-i ducă pe McGarth și King la carceră. Medicul îi spune că acum el dă ordinele. Întrebat de acesta, McGarth îi mărturisește că a recunoscut că s-a bătut cu Roberts, și de aceea este pedepsit cu carcera, dar că nu a spus adevărul.
Vine Wilson, căruia medicul îi spune că a primit o plângere împotriva lui Williams, susținută de Harris. Acesta îi confirmă lui Wilson poziția lui. Wilson se înfurie, simțindu-și autoritatea subminată. Medicul îi spune că îl trimite pe Roberts la spital, dar Wilson nu este de acord. Spune că îl sancționează pe Harris cu arest și-i ordonă să pregătească o celulă pentru Roberts. Harris refuză, iar medicul repetă că Roberts va merge la spital. Wilson replică furios că el se ocupă de disciplină și el comandă. Medicul este ferm pe poziție, afirmând că el comandă în materie de sănătate a deținuților. Williams încearcă să-l intimideze, susținut de Wilson, în legătură cu faptul că medicul l-a declarat pe Stevens apt pentru pedepse. Îl amenință că îl va distruge dacă îl trimite pe Roberts la spital. După o clipă de slăbiciune, medicul nu se lasă totuși intimidat, fiind susținut de Harris, care încearcă să-l lămurească pe Wilson că de fapt Williams comandă în locul lui. Wilson le ordonă lui McGarth și King să plece de la ușa deschisă, dar aceștia nu-l ascultă. O fac numai când le-o spune Harris, spre stupefacția lui Wilson, apoi medicul și Harris ies, acesta împreună cu Bartlett, pentru a-l pune în altă celulă, așa cum i-a cerut Bartlett mai înainte.
Wilson vrea să-l ducă pe Roberts în altă celulă, dar acesta îl atenționează că modul lui de a comanda nu mai are curs. Wilson tot mai face pe autoritarul și îl amenință din nou pe Williams că îl sancționează dacă îi mai provoacă încurcături. Acesta apelează la solidaritate, dar Wilson nu-l ascultă. Atunci Williams încearcă în mod violent să se facă ascultat, iar Wilson aproape că îl lovește cu bastonul, spunându-i să nu încerce să-i dea ordine, pentru că el comandă. Îi spune lui Roberts că nu au decât să meargă la comandant, căci acesta pe el îl ascultă. Apoi, ca să-și reafirme autoritatea, iese ordonând să se facă ordine în celulă.
Deși Roberts e culcat, Williams vrea să-l bată din nou, neobservând că McGrath și King s-au întors în fața ușii deschise a celulei. Aceștia se reped la Williams. Roberts nu-i poate opri. Le strigă degeaba că au câștigat și să nu se atingă de el, căci astfel strică totul. Filmul se termină cu figura îndurerată a lui Roberts în prim plan, pe fondul sonor al comenzilor strigate afară deținuților.

## Rolurile mai importante
- Sean Connery: fostul sergent major Joe Roberts;
- Harry Andrews: sergentul major Bert Wilson;
- Ian Bannen: sergentul Charlie Harris;
- Ian Hendry: sergentul Williams;
- Alfred Lynch: soldatul George Stevens;
- Ossie Davis: soldatul Jacko King;
- Roy Kinnear: soldatul Monty Bartlett;
- Jack Watson: soldatul Jock McGrath;
- Michael Redgrave: căpitan medic militar;
- Norman Bird: maior comandant al închisorii.

## Producția
Scenariul de film al lui Ray Rigby se bazează pe o piesă scrisă de el împreună cu R. S. Allen. Este inspirat din experiența lui Rigby, și el fost deținut într-o închisoare militară în timpul războiului.
Sean Connery a acceptat rolul Roberts ca să arate și alt aspect al personalității sale de actor, decât cel creat de rolul James Bond pe care îl juca în anii 1960. Regizorul Sidney Lumet l-a solicitat foarte mult fizic și emoțional, și mărturisește că rezultatul a fost peste așteptări.
Filmările au avut loc în Spania, cu începere din septembrie 1964. Un fort vechi din Málaga a constituit clădirea închisorii, iar terenul exterior al acesteia a fost amenajat într-o zonă foarte aridă din provincia Almería. Aici, condițiile meteorologice au fost foarte solicitante fizic, fiind caniculă cu temperaturi de peste 46 °C. Aproape toți participanții s-au îmbolnăvit, în ciuda marilor cantități de apă asigurate.
În același an cu prezentarea filmului, 1965, Ray Rigby a publicat romanul cu același titlu adaptat din film. Cu mulți ani după aceea, în 1981, a publicat și o continuare a acestuia, cu titlul Hill of Sand (Colina de nisip).

## Interpretări

### Teme
Tema principală a filmului este critica acerbă a sistemului militar britanic din vremea celui de-Al Doilea Război Mondial în general, bazat pe impunerea supunerii oarbe la orice ordin, oricât de absurd ar fi. Împotriva acestui sistem s-a revoltat sergentul major Roberts, care afirmă într-o dispută cu Wilson că metodele aplicate în armată nu mai sunt adecvate epocii și trebuie schimbate. În cadrul acestui sistem, este înfierat în special sistemul penitenciar militar, în care deținuții, unii condamnați pentru fapte minore, ca McGrath sau King, sunt nevoiți să suporte un tratament brutal, cu umiliri și pedepse excesive, care pot duce chiar până la moartea deținuților. Acest tratament este destinat, după cum o și declară Wilson, să le distrugă individualitatea, pentru a face din ei militari total supuși.
În acest sistem, umilirile includ și homofobia, de altfel exercitată fără motiv de către Williams față de Stevens, sau rasismul, la care este expus King. Acesta se manifestă nu numai la personalul închisorii, ci și la unii deținuți, precum Bartlett.
Altă temă importantă este cea a puterii. Unul din aspectele ei este abuzul de putere ce caracterizează sistemul. Alt aspect al acestei teme este cel al dinamicii raporturilor de putere în cursul acțiunii. Stăpânul absolut al închisorii este sergentul major Wilson. Îi stăpânește în fapt inclusiv pe căpitanul medic și pe comandantul închisorii. Știe să-și impună voința și masei întregi a deținuților gata să se revolte din cauza morții lui Stevens. Însă în persoana lui Williams se găsește în fața unui rival care încearcă tot mai mult să-l supună. Până la moartea lui Stevens, aceasta se manifestă, de exemplu, prin faptul că abuzează și mai mult de putere, comportându-se și mai sadic decât Wilson, fără ca acesta să-l modereze. Confruntarea dintre ei este sugestiv reflectată de concursul lor la băut. Mai întâi Williams este doborât, dar până la urmă el îl învinge pe Wilson.
Evenimentul tragic al morții lui Stevens amenință întreaga structură de putere din închisoare. Pe de o parte, atitudinea lui Roberts și a lui King pun sub semnul întrebării puterea lui Wilson, mai ales după câștigarea de partea lor a sergentului Harris și a medicului. Pe de altă parte, Williams încearcă tot mai violent și mai disperat să se impună pentru a-l face pe Wilson să facă ce vrea el.

### Caractere
Personajele filmului reprezintă câteva trăsături de caracter. Nepăsarea și incompetența apar la comandantul închisorii, care nici nu știe ce se întâmplă acolo, ocupându-se numai de plăcerile lui. De asemenea, la medic, în prima parte a acțiunii, când nu-i pasă de starea sănătății deținuților, ascultând de indicațiile lui Wilson.
Bartlett este josnicul, lașul și lipsitul de demnitate tipic, care ar face orice ca să nu fie implicat în nimic ce i-ar putea dăuna. Medicul de asemenea dă semne de lașitate în prima parte a filmului, până când nu îndrăznește să i se opună lui Wilson.
Caracterele cele mai respingătoare sunt Wilson, și mai ales Williams, prin setea de putere și sadismul lor.
La polul opus se află Roberts, King și Harris. Primul se distinge prin forța morală și atitudinea sa inflexibilă, ca vocea rațiunii în opoziție cu tarele sistemului, prin curajul cu care folosește insolența verbală față de opresori, precum și prin felul în care își apără demnitatea. Tot prin demnitate se remarcă și King în fața încercărilor rasiste de a-l umili, și prin curajul cu care i se alătură lui Roberts. El nu se lasă intimidat, revoltându-se printr-o atitudine ce imită nebunia ca mijloc de negare disidentă. Harris este singurul din personalul închisorii care îi tratează pe deținuți ca pe ființe umane, în ciuda presiunii exercitate de superiorul lui ca să renunțe la atitudinea sa. Acesta este unul din elementele prin care regizorul refuză manicheismul, prezentând un gardian altfel decât ceilalți. Alt element în acest sens este evoluția unor personaje ca McGarth și medicul. Primul, după ce la început este individualist și neînțelegător față de atitudinea lui Roberts, până la urmă devine solidar cu el. În cazul celui de-al doilea, demnitatea și cinstea înving până la urmă lașitatea.

## Primirea critică
Publicul nu a primit filmul la fel de pozitiv ca și critica. Publicul iubitor al lui Sean Connery ca James Bond a fost dezamăgit de imaginea într-un fel contrară oferită de el ca Joe Roberts, Bond fiind un simbol al apărării ordinii stabilite, iar Roberts unul al înfruntării autorității.
Critica a fost în general elogioasă la adresa filmului. Opera a fost apreciată ca un mare film, unul din cele mai bune ale lui Lumet, ca o adaptare cinematografică extraordinară, iar regia lui Lumet ca excepțională. Au fost apreciate modul de dirijare a actorilor, evoluția treptat ascendentă a acțiunii, naturalețea și realismul, caracterul pur cinematografic în ciuda faptului că a fost adaptată o piesă de teatru. Regizorul a reușit, împreună cu directorul de imagine, să creeze o atmosferă apăsătoare, aproape irespirabilă, printre altele cu ajutorul gamei de griuri ale imaginii. La calitatea filmului a contribuit și montajul excelent.
Scenariul a fost în general considerat de asemenea foarte bun, cu dialoguri deosebit de îngrijite.
Interpretarea mai multor actori principali a fost și ea considerată la înălțime. Pentru Ignacio Aguilar, de la Harmonica Cinema, Harry Andrews, ca sergentul major Wilson, a jucat poate cel mai bun rol al său în cinema. După părerea lui Alexander Zárate (Las nuevas musas), acesta a fost magnific, iar Ian Hendry, în rolul lui Williams, a fost superb. Andrew Wickliffe (The Stop Button) l-a văzut ca cel mai bun pe Ossie Davis (King), scenele sale fiind o bucurie pentru spectator, pe Sean Connery bun, dar nu deosebit de bun în personajul Roberts, iar pe Michael Redgrave (medicul) ca cel mai puțin bun.

## Premii și nominalizări
La Festivalul de la Cannes din 1965, filmul a obținut premiul pentru cel mai bun scenariu.
Writers' Guild of Great Britain i-a acordat de asemenea premiul pentru cel mai bun scenariu dramatic britanic, în 1966.
National Board of Review l-a premiat pe Harry Andrews, în 1965, ca cel mai bun actor într-un rol secundar în două filme, printre care Colina.
Premiul BAFTA 1966 pentru cea mai bună imagine i-a revenit lui Oswald Morris, iar nomalizați au fost:
- producătorul Kenneth Hyman, pentru cel mai bun film și pentru cel mai bun film britanic;
- Harry Andrews, pentru cel mai bun actor britanic;
- Ray Rigby, pentru cel mai bun scenariu britanic;
- Herbert Smith, pentru cea mai bună direcție artistică.